# A. J. Lawson
Anthony Randolph "A. J." Lawson , né le 15 juillet 2000 à Toronto au Canada, est un joueur canadien de basket-ball évoluant aux postes d'arrière et ailier. Il mesure 1,97 m.

## Biographie

### Carrière universitaire
Entre 2018 et 2021, il joue pour les Gamecocks de la Caroline du Sud.

### Carrière professionnelle

#### Timberwolves du Minnesota (2022)
En novembre 2022, il s'engage en NBA avec les Timberwolves du Minnesota via un contrat two-way. Il est coupé début décembre 2022.

#### Mavericks de Dallas (2022-2024)
Fin décembre 2022, il signe un contrat two-way avec les Mavericks de Dallas. En mars 2024, son contrat two-way est converti en un contrat standard.

## Palmarès et distinctions individuelles
- Second-team All-SEC – Coaches (2021)
- SEC All-Freshman Team (2019)

## Statistiques
gras = ses meilleures performances

### Universitaires
| Saison    | Équipe         | Matchs | Titul. | Min./m | % Tir | % 3pts | % LF | Rbds/m. | Pass/m. | Int/m. | Ctr/m. | Pts/m. |
| --------- | -------------- | ------ | ------ | ------ | ----- | ------ | ---- | ------- | ------- | ------ | ------ | ------ |
| 2018-2019 | South Carolina | 29     | 28     | 29.9   | .411  | .358   | .667 | 4.3     | 2.9     | 1.1    | .2     | 13.4   |
| 2019-2020 | South Carolina | 31     | 31     | 29.1   | .414  | .339   | .724 | 3.7     | 1.9     | 1.2    | .1     | 13.4   |
| 2020-2021 | South Carolina | 21     | 21     | 31.3   | .394  | .351   | .700 | 4.1     | 1.2     | 1.5    | .1     | 16.6   |
| Carrière  | Carrière       | 81     | 80     | 30.0   | .407  | .349   | .697 | 4.0     | 2.1     | 1.2    | .2     | 14.2   |

### Professionnelles

#### Saison régulière NBA
| Saison    | Équipe    | Matchs | Titul. | Min./m | % Tir | % 3pts | % LF | Rbds/m. | Pass/m. | Int/m. | Ctr/m. | Pts/m. |
| --------- | --------- | ------ | ------ | ------ | ----- | ------ | ---- | ------- | ------- | ------ | ------ | ------ |
| 2022-2023 | Minnesota | 1      | 0      | 1,8    | 100,0 | 0,0    | 0,0  | 1,00    | 0,00    | 0,00   | 0,00   | 2,00   |
| 2022-2023 | Dallas    | 14     | 0      | 7,6    | 48,8  | 40,0   | 25,0 | 1,43    | 0,14    | 0,14   | 0,00   | 3,86   |
| 2023-2024 | Dallas    | 42     | 0      | 7,4    | 44,6  | 26,0   | 65,2 | 1,19    | 0,48    | 0,24   | 0,07   | 3,24   |
| Carrière  | Carrière  | 57     | 0      | 7,4    | 46,1  | 30,7   | 54,8 | 1,25    | 0,39    | 0,21   | 0,05   | 3,37   |

Mise à jour le 2 juin 2024

#### Playoffs NBA
| Saison   | Équipe   | Matchs | Titul. | Min./m | % Tir | % 3pts | % LF | Rbds/m. | Pass/m. | Int/m. | Ctr/m. | Pts/m. |
| -------- | -------- | ------ | ------ | ------ | ----- | ------ | ---- | ------- | ------- | ------ | ------ | ------ |
| 2024     | Dallas   | 10     | 0      | 3,0    | 44,4  | 33,3   | 50,0 | 0,30    | 0,00    | 0,00   | 0,10   | 1,10   |
| Carrière | Carrière | 10     | 0      | 3,0    | 44,4  | 33,3   | 50,0 | 0,30    | 0,00    | 0,00   | 0,10   | 1,10   |

## Records sur une rencontre en NBA
Les records personnels d'A. J. Lawson en NBA sont les suivants, :
| Type de statistique        | Saison régulière | Saison régulière      | Saison régulière | Playoffs | Playoffs                    | Playoffs     |
| Type de statistique        | Record           | Adversaire            | Date             | Record   | Adversaire                  | Date         |
| -------------------------- | ---------------- | --------------------- | ---------------- | -------- | --------------------------- | ------------ |
| Points                     | 32               | Wizards de Washington | 10 mars 2025     | 3        | 2 fois                      | 2 fois       |
| Paniers marqués            | 9                | Wizards de Washington | 10 mars 2025     | 1        | 4 fois                      | 4 fois       |
| Paniers tentés             | 21               | Wizards de Washington | 10 mars 2025     | 2        | 3 fois                      | 3 fois       |
| Paniers à 3 points réussis | 7                | Wizards de Washington | 10 mars 2025     | 1        | 2 fois                      | 2 fois       |
| Paniers à 3 points tentés  | 14               | Wizards de Washington | 10 mars 2025     | 2        | 2 fois                      | 2 fois       |
| Lancers francs réussis     | 7                | Wizards de Washington | 10 mars 2025     | 1        | @ Timberwolves du Minnesota | 30 mai 2024  |
| Lancers francs tentés      | 11               | Wizards de Washington | 10 mars 2025     | 2        | @ Timberwolves du Minnesota | 30 mai 2024  |
| Rebonds offensifs          | 3                | 3 fois                | 3 fois           | 1        | @ Clippers de Los Angeles   | 1er mai 2024 |
| Rebonds défensifs          | 9                | Wizards de Washington | 10 mars 2025     | 1        | 2 fois                      | 2 fois       |
| Rebonds totaux             | 12               | Wizards de Washington | 10 mars 2025     | 1        | 3 fois                      | 3 fois       |
| Passes décisives           | 3                | Spurs de San Antonio  | 23 décembre 2023 | -        | -                           | -            |
| Interceptions              | 4                | @ Rockets de Houston  | 22 décembre 2023 | -        | -                           | -            |
| Contres                    | 2                | @ Magic d'Orlando     | 4 mars 2025      | 1        | @ Thunder d'Oklahoma City   | 15 mai 2024  |
| Balles perdues             | 3                | @ Rockets de Houston  | 22 décembre 2023 | -        | -                           | -            |
| Minutes jouées             | 33               | Wizards de Washington | 10 mars 2025     | 8        | Celtics de Boston           | 14 juin 2024 |

- Double-double : 1
- Triple-double : 0

Dernière mise à jour : 10 mars 2025